# Maremmy

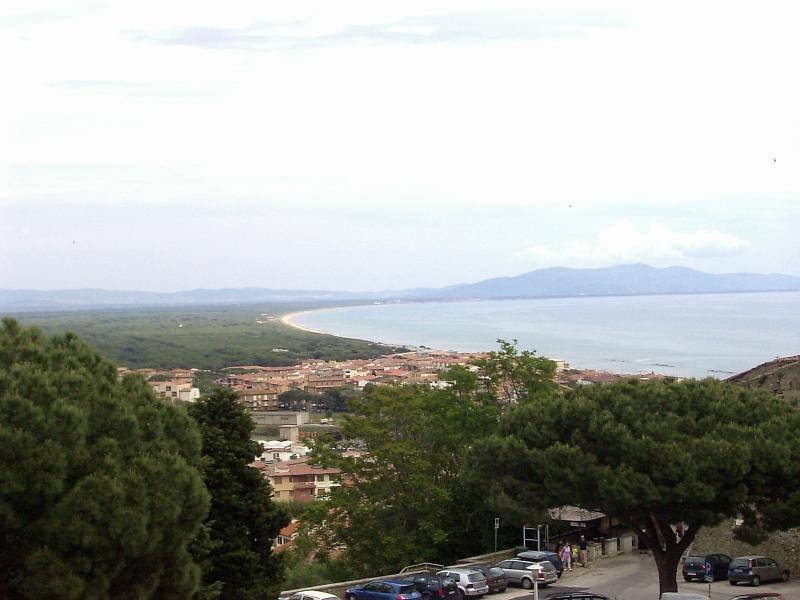
Maremmy

Maremmy (wł. Maremma) – nizina nadmorska we Włoszech, na zachodnim wybrzeżu Półwyspu Apenińskiego (głównie w Toskanii). Pierwotnie teren bagnisty; przekształcony w region rolniczy w wyniku prac melioracyjnych prowadzonych w XX wieku. Główne miasto niziny to Grosseto.